# Słowacki Związek Narciarski
Słowacki Związek Narciarski (słow. Slovenský lyžiarsky zväz) – słowackie stowarzyszenie kultury fizycznej pełniące rolę słowackiej federacji narodowej w biegach narciarskich, kombinacji norweskiej, narciarstwie alpejskim, narciarstwie dowolnym oraz skokach narciarskich.
Związek jest członkiem Międzynarodowej Federacji Narciarskiej (FIS). Do jego celów statutowych związku należy promowanie, organizowanie i rozwój narciarstwa na Słowacji m.in. poprzez szkolenia zawodników i instruktorów i organizację zawodów.